# Ouverture à l'expérience
Pour les articles homonymes, voir Ouverture.
L'ouverture est l'un des grands domaines utilisés pour décrire la personnalité dans le modèle des Big Five, ainsi que dans le modèle HEXACO. Il s'agit de la tendance d'une personne à s'ouvrir aux expériences, quelles que soient la nature de celles-ci. L'ouverture comporte six facettes ou dimensions qui peuvent être mesurées au travers du NEO PI-R, un test de personnalité fondé sur le modèle des Big Five. Ces facettes sont respectivement l'ouverture aux rêveries, l'appréciation de l'art et de la beauté (esthétique), l'ouverture aux sentiments (réceptivité aux émotions), la volonté d'essayer des activités différentes et nouvelles, la curiosité intellectuelle ainsi que l'ouverture aux valeurs qui permet de remettre en question ses propres valeurs ainsi que celles des figures d'autorité. Une grande partie de la recherche psychométrique a démontré que ces facettes sont significativement corrélées. L'ouverture peut donc être considérée comme un trait de personnalité universel composé d'un ensemble de traits spécifiques, d'habitudes et de tendances qui se regroupent sous ce trait.
L'ouverture se distribue dans une population selon une loi normale. Aussi, sur une centaine de personnes prises au hasard, une poignée d'entre elles auront une ouverture extrêmement marquée, jusqu'à deux écarts-types au-delà d'un moyenne. À l’inverse, on retrouvera en nombre équivalent des individus dont le trait sera fortement marqué dans une négation à l'ouverture. La plupart des gens se situent toutefois au milieu de la cloche formée par la distribution sans que ce trait soit significativement exagéré. Les personnes qui obtiennent de faibles résultats à l'ouverture sont considérées comme fermées à l'expérience. Elles ont tendance à être classiques et traditionnelles dans leurs perspectives d'avenir ainsi que dans leur comportement. Elles préfèrent les routines familières à de nouvelles expériences, et ont généralement une gamme d'intérêts plus étroite. Les gens qui ont des scores élevés à l'ouverture ont tendance à avoir une vision politique plus libérale, tandis que ceux qui ont une ouverture peu marquée ont tendance à être plus conservateurs et plus susceptibles d'approuver des points de vue autoritaires, ethnocentriques et empreints de préjugés.
L'ouverture a des relations plus modestes avec les aspects du bien-être subjectif que d'autres traits de personnalité du modèle des Big Five. Dans l'ensemble l'ouverture semble être en grande partie sans rapport avec des symptômes de troubles mentaux. Si le fondamentalisme religieux et, dans une moindre mesure, les religions traditionnelles ont tendance à être associés à une ouverture plus restreinte des « expériences » humaines, la religiosité et la spiritualité qui marquent certains individus semblent au contraire associées à une forte ouverture d'esprit.
L'ouverture semble avoir des relations positives avec la créativité, l'intelligence et la connaissance.